# AMPLE!
AMPLE! (アンプル)は、かつて株式会社AMPLEが運営していたコスプレ専門の画像投稿サイトである。

## 概要
2012年10月サービス開始。AMPLE!は、日本で運営されているサイトである。日本、アメリカ、ヨーロッパ、アジア、オセアニアなど世界各国約45ヶ国以上のコスプレイヤーがコスプレ画像を投稿している。国別、シリーズ別（作品名など）、ユーザー名、カラータグによる検索が可能である。
コスプレイヤー同士で写真を見せたり、コミュニケーションを行うといったSNS特有の交流機能や評価機能を排し、閲覧することに特化したサイトになっている。
2013年5月、スマートフォン表示に標準対応。